# Бирадозналост
Бирадозналост (енглески bi-curious) је термин који означава људе са хетеросексуалним или хомосексуалним идентитетом који, иако имају неку радозналост за сексуалну активност са особома пола који не преферирају, издвајају себе из етикете бисексуалности. Појам се понекад користи за описивање широког континуума сексуалне оријентације између хетеросексуалности и бисексуалности. Термини хетерофлексибилност и хомофлексибилност се такође везују за бирадозналост, иако неки аутори одвајају ова два термина као „недостатак жеље за експериментисањем са сексуалношћу” коју имплицира бирадозналост.
Термин бирадозналост имплицира да појединац, или нема, или има ограничено хомосексуално искуство у случају хетеросексуалних особа, односно, или нема, или има ограничено хетеросексуално искуство у случају хомосексуалних особа. Они могу наставити да се самоидентификују као бирадознали уколико не осећају да су адекватно истражили та осећања, или ако не желе да се идентификују као бисексуалци.
Поједини тинејџери уместо овог термина, користе реч „преиспитујући” (questioning) како би описали стање у којем се налазе. Ова појава се сматра и логичном с обзиром да многи тинејџери доживљавају периоде у којима преиспитују своју сексуалну оријентацију или имају знатижељу о истополном сексуалном искуству.
Песма „I Kissed a Girl” поп певачице Кејти Пери сматра се химном бирадозналих особа.